# 史弥远墓
29°44′52.2″N 121°41′42.1″E / 29.747833°N 121.695028°E
史弥远墓是宋宁宗、宋理宗时期右丞相史彌遠的墓葬，位于中华人民共和国浙江省宁波市鄞州区东钱湖镇横街村，福泉山茶场西北。墓道长近百米，现有石桥、享殿和石构件。墓道2001年作为东钱湖石刻的一部分列入第五批全国重点文物保护单位。

## 墓主生平
史弥远，字同叔，明州鄞县人，出生于今浙江省宁波市鄞州区东钱湖镇下水村，孝宗时宰相史浩之子。淳熙十四年（1187年）中进士，期间担任枢密院编修官、池州知州等职。开禧二年（1206年）任刑部侍郎，次年兼任礼部侍郎。此时，由韓侂冑主导的開禧北伐失败，史弥远与杨皇后密谋杀韩侂胄以满足金人的和谈条件。嘉定元年（1208年），史弥远出任右丞相，任上为理学家朱熹等人追赠名誉或录用他们的后人为官。十七年（1224年），宋宁宗病危，史弥远矫诏拥立皇子赵贵诚继位，是为宋理宗，此后赐死原太子赵竑，从而掌握朝中实权。绍定五年（1232年），史弥远升任左丞相，不久病逝，宋理宗罢朝三日哀悼并为之厚葬。

## 墓葬形制
史弥远墓位于福泉山茶场西北的半山区，前为慈云岭，东南为福泉山，西面可达东钱湖，为堪舆家眼中的风水宝地。墓葬坐北朝南依山而建，自下而上分别为墓道桥、墓道、享殿、石牌坊和墓穴。墓道两侧原有石笋、石羊、石马、武将、文臣排列，享殿左右有享亭。墓道石像生毁于1958年，石牌坊毁于1979年，附近石像生也已于1999年迁往史渐墓道附近，今辟为南宋石刻公园。宋理宗曾在史弥远死后为其立“公忠翊运，定策元勋”碑，清乾隆年间，碑已倒地，现已无存。遗址现存墓道桥、五开间享殿遗址和散落的石构件，享殿前有两株古银杏，墓穴上方有古樟、松树和枫树。墓道附近有紹興二十年（1150年）兴建的大慈禅寺，史弥远请为功德寺，今存。

## 保护
2001年，史弥远墓道作为东钱湖石刻的一部分列入第五批全国重点文物保护单位。墓道的保护范围为墓道轴线向东南、西北分别扩大15米和20米，东北至墓后20米，西南至韩天公路。宁波东钱湖旅游度假区曾于2014年对史弥远墓道进行整治。墓道设有24小时电子监控以防止盗窃和破坏文物。

## 图片

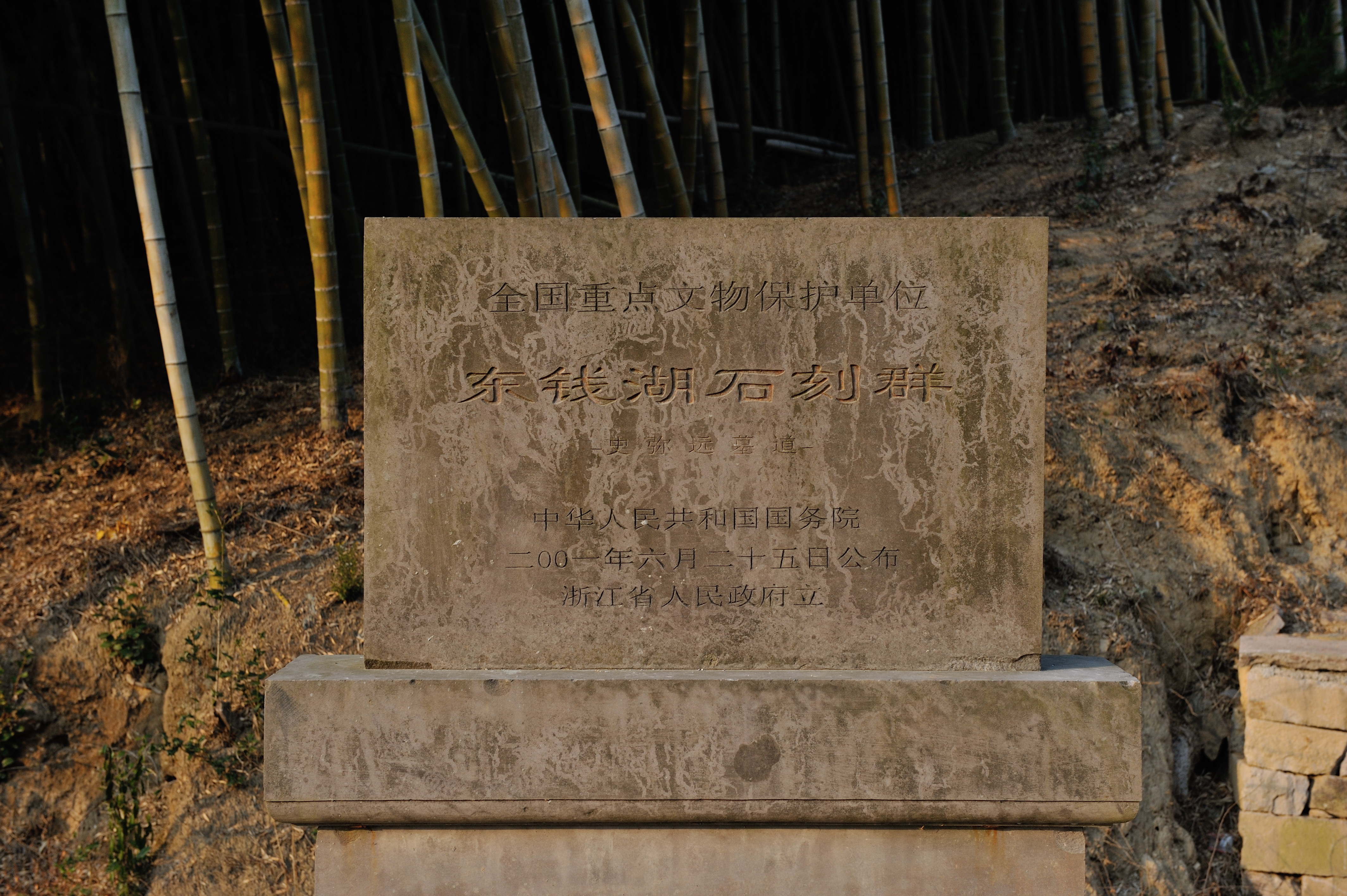
文物保护碑
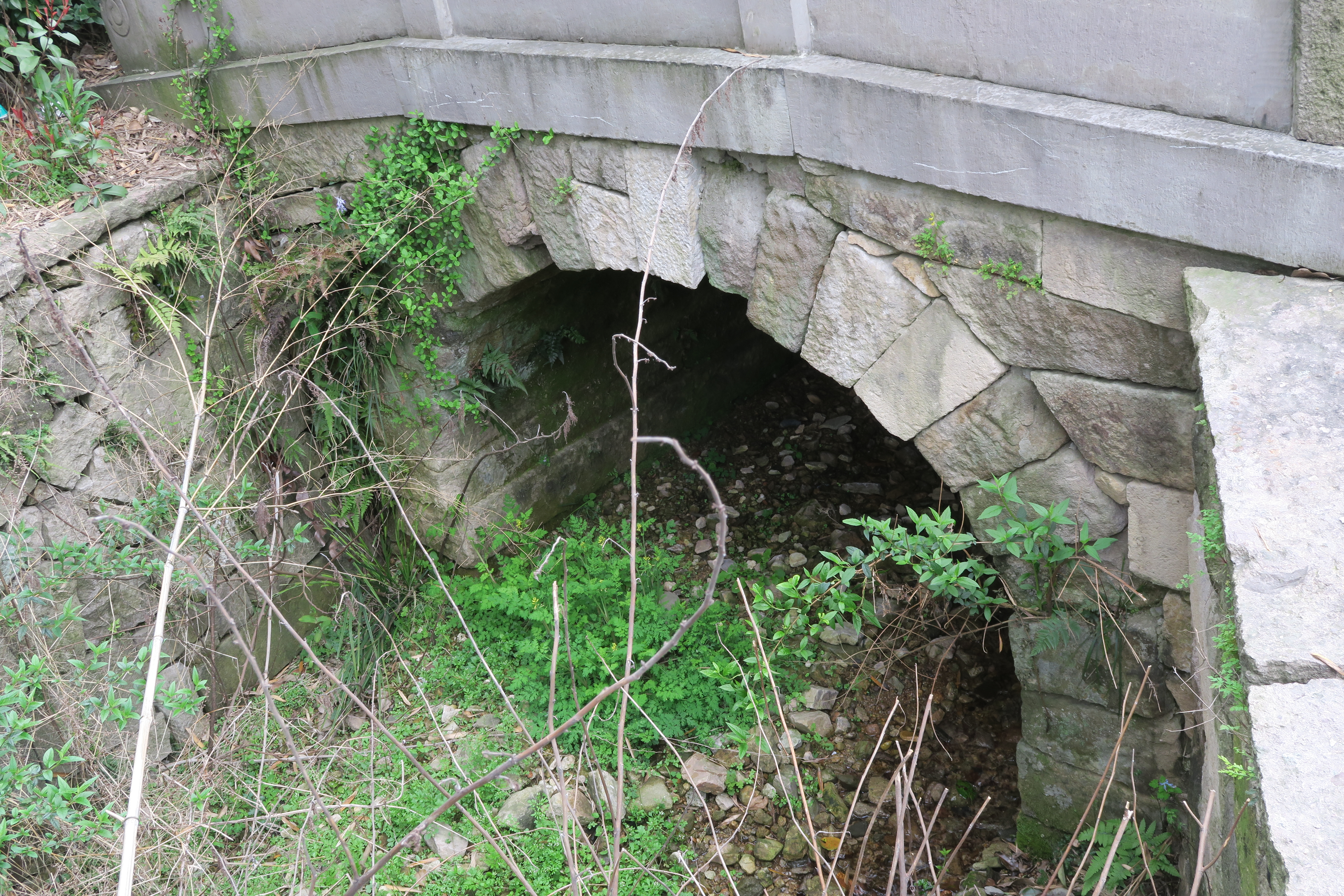
墓道桥遗址
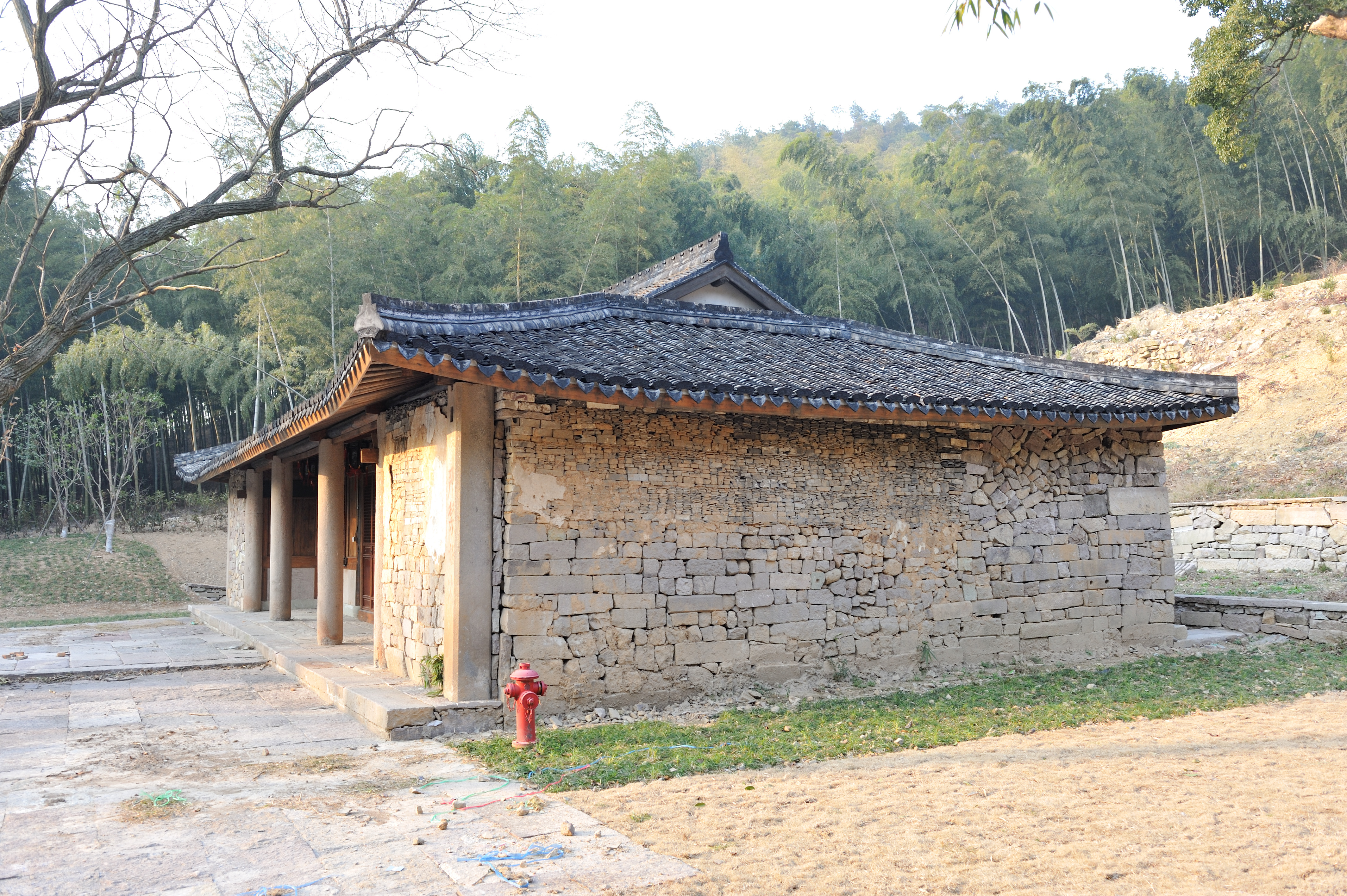
修复中的享殿
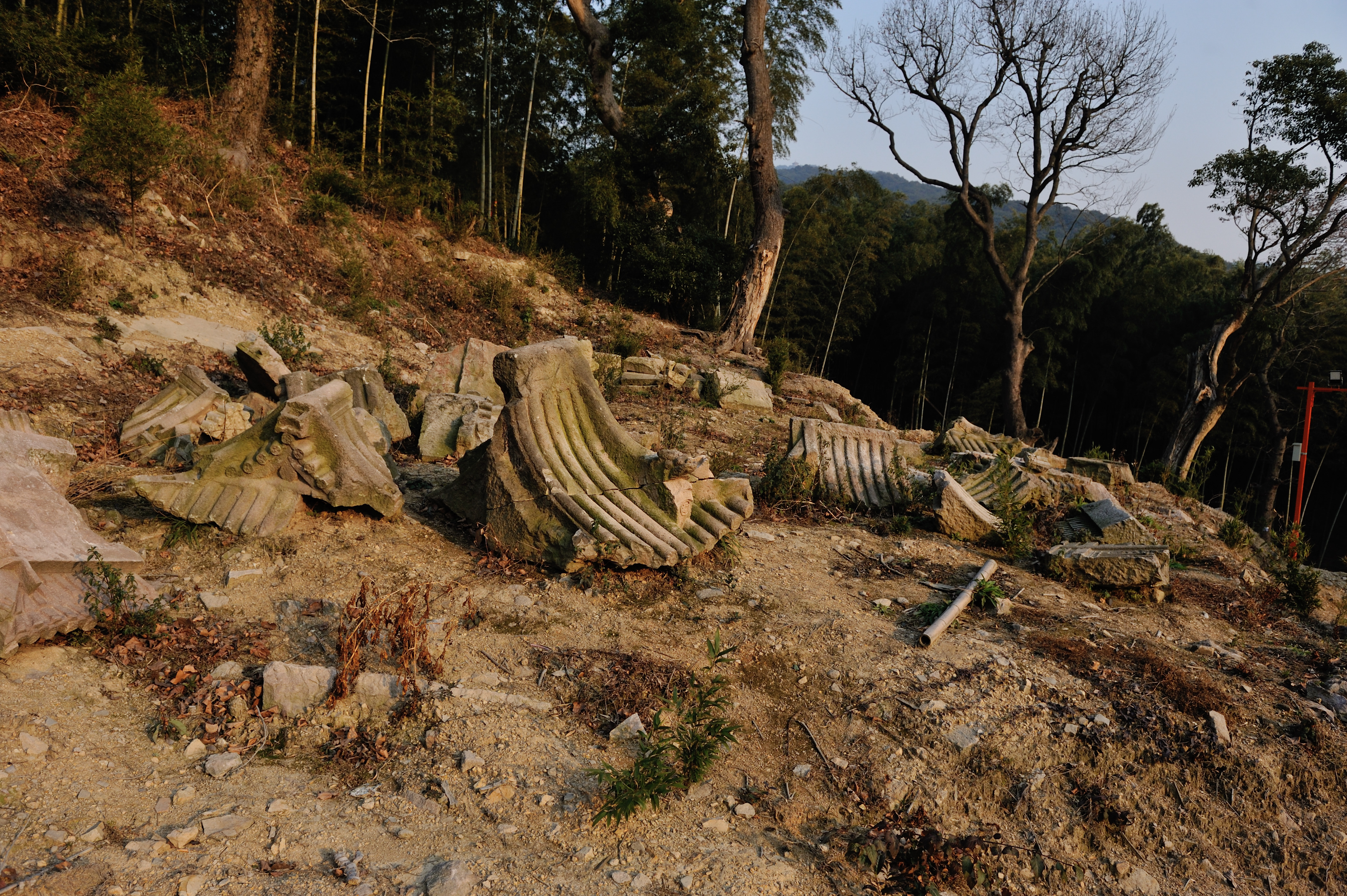
石构件